# Jonas Schlichting

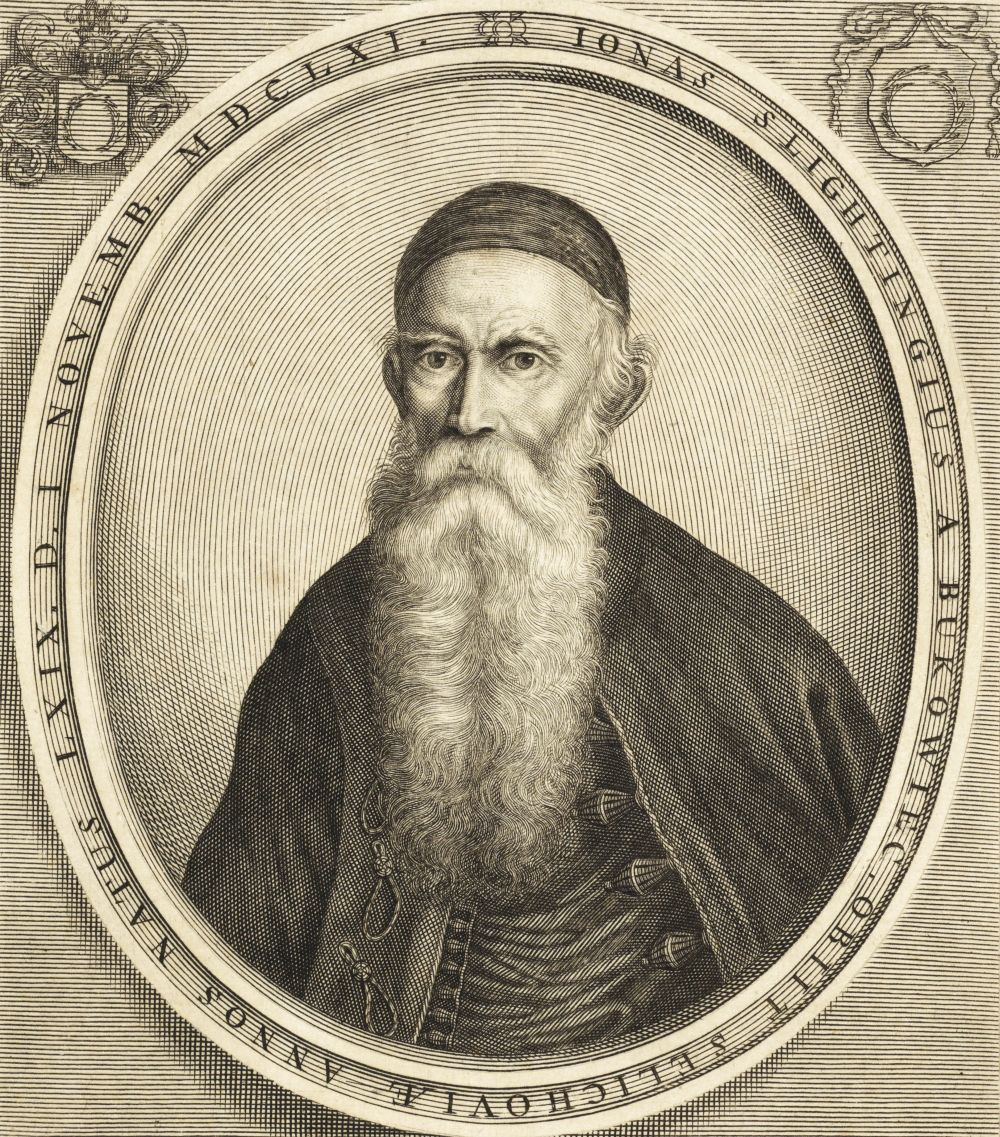
Jonas Schlichting

Jonas Schlichting (auch: Jonas Schlichting von Bukowiec, polnisch: Jonasz Szlichtyng; * 1592 in Bukowiec; † 1. November 1661 in Selchow) war ein polnischer Theologe und führender Vertreter des Unitarismus im 17. Jahrhundert.

## Leben und Werk
Schlichting wurde 1592 in Bukowiec (Bauchwitz) in Posen/Großpolen geboren. Seine Eltern waren ebenfalls Mitglieder der unitarischen Kirche (Polnische Brüder). Schlichting studierte ab 1616 an der Universität Altdorf bei Nürnberg Theologie und wurde nach Abschluss seiner Studien Pfarrer in der unitarischen Gemeinde in Raków (Rakau) und später in Luclawice. Zudem unternahm er mehrere Missionsreisen. Im Jahr 1638 fuhr nach Klausenburg in Siebenbürgen, wo er sich um eine Schlichtung im Disput zwischen den Nonadoranten, die jede Anbetung Jesu ablehnten und den übrigen Unitariern innerhalb der Unitarische Kirche Siebenbürgens bemühte. Im Jahr 1642 verfasste Schlichting eine unitarische Bekenntnisschrift (Confessio fidei Christianæ), die als verbindliches Lehrbekenntniss der Unitarier anerkannt wurde. Schlichting erlebte anschließend den Beginn der Gegenreformation und der damit einhergehenden Verfolgung der Unitarier. Auf dem Reichstag 1647 wurde seine Confessio durch die Hand eines Henkers in die Flammen geworfen und der Autor öffentlich geächtet. Ein Jahr später bildete seine Bekenntnisschrift die Grundlage der Ächtung des Unitarismus durch das polnische Parlament. Schlichting musste sich 1647 in den Untergrund begeben und konnte erst 1651 unter dem Schutz schwedischer Truppen in Krakau öffentlich auftreten. 1658 übersiedelte er ins pommerische Stettin, wo er bis 1660 seine Wohnstätte hatte und unter anderem mit dem unitarischen Theologen und Historiker Stanislaus Lubienietzki zusammentraf. Im Juni 1661 nahm Schlichting mit seinen beiden Söhnen Johann und Jonas noch einmal an einer unitarischen Synode im schlesischen Kreuzburg, das das Zentrum der schlesischen Unitarier darstellte, teil. Ein halbes Jahr später starb Schlichting in Żelechów (Selchow) in der brandenburgischen Neumark, in der heutigen Woiwodschaft Lebus.
Literarisch trat Schlichtung vor allem als Bibelexeget in Erscheinung und verfasste mehrere Kommentare zu neutestamentlichen Schriften.